# Autonom region
Autonoma regioner är områden med inre självstyre, som finns i många stater. Graden av autonomi varierar, de mest autonoma har befogenhet att besluta om allt utom utrikespolitik och försvar. Associerade stater, liksom de ingående enheterna i konfederationer samt federationer, det vill säga delstater eller förbundsländer, har alla självstyre. Flertalet avhängiga territorier har även de inre självstyre.
Också många enhetsstater har regioner med självstyre, det är dessa som är listade nedan.
De regioner som har egen lagstiftande makt inom Europeiska unionens (EU) medlemsstater är sammanslutna i Nätverket för regionala lagstiftande församlingar (CALRE).

## Lista över autonoma regioner
Listan innehåller enskilda autonoma regioner i enhetsstater enligt respektive stats konstitution. Listan innehåller även områden med särskild autonom status i federationer.

### Azerbajdzjan
- Nachitjevan
- Nagorno-Karabach

### Danmark
- Färöarna
- Grönland

### Finland
- Åland

### Fiji
- Rotuma

### Filippinerna
- Muslimska Mindanao

### Georgien
- Abchazien
- Adzjarien

### Grekland
- Athos

### Indonesien
- Atjeh
- Papua
- Yogyakarta

### Irak
- Irakiska Kurdistan

### Italien
Italien har fem regioner med särskilda statuter för utökat självstyre, femton övriga regioner som även de har lagstiftande makt, och två autonoma provinser, som båda ingår i regionen Trentino-Alto Adige.
Regioner med särskilda statuter
- Aostadalen
- Friuli-Venezia Giulia
- Sardinien
- Sicilien
- Trentino-Alto Adige

Övriga regioner
- Abruzzo
- Apulien
- Basilicata
- Emilia-Romagna
- Kalabrien
- Kampanien
- Lazio
- Ligurien
- Lombardiet
- Marche
- Molise
- Piemonte
- Toscana
- Umbrien
- Veneto

Autonoma provinser
- Bolzano
- Trento

### Kanada
- First Nations
- Nunatsiavut

### Kina
Inre Mongoliet, Xinjiang, Tibet, Ningxia och Guangxi är autonoma regioner för det minoritetsfolkslag som är störst i respektive region. I flera andra kinesiska provinser finns mindre autonoma områden för icke-hanfolk. Hongkong och Macau är Särskilda administrativa regioner (SAR) med långtgående självstyre.
- Guangxi
- Hongkong
- Inre Mongoliet
- Xinjiang
- Macao
- Ningxia
- Tibet

### Mauritius
- Rodrigues

### Moldavien
- Gagauzien
- Transnistrien (Dnestrrepubliken)

### Nederländerna
- Aruba
- Curaçao
- Sint Maarten

### Pakistan
- Azad Kashmir
- Gilgit-Baltistan

### Papua Nya Guinea
- Bougainville

### Portugal
Portugals autonoma regioner
- Azorerna
- Madeira

### Serbien
- Vojvodina

### Spanien
Spaniens autonoma regioner och autonoma städer
- Andalusien
- Aragonien
- Asturien
- Balearerna
- Baskien
- Ceuta (autonom stad)
- Extremadura
- Galicien
- Kanarieöarna
- Kantabrien
- Katalonien
- Kastilien-La Mancha
- Kastilien och León
- Madrid
- Melilla (autonom stad)
- Murcia
- Navarra
- La Rioja
- Valencia

### Storbritannien
- Nordirland
- Skottland
- Wales

### Sydafrika
- Sydafrikas provinser kan utforma sina egna författningar och sina egna styresformer.

### Sydkorea
- Jeju

### Tadzjikistan
- Gorno-Badachsjan

### Tanzania
- Zanzibar

### Trinidad och Tobago
- Tobago

### Ukraina
- Krim

### USA
- Indianreservaten

### Uzbekistan
- Karakalpakstan